# LaMarcus Reed III
Pour les articles homonymes, voir Reed.
LaMarcus Reed III, né le 31 octobre 1988 à Dallas, Texas, est un joueur américain de basket-ball, évoluant aux postes d'arrière et d'ailier.

## Carrière
Non drafté en 2012, il participe, en juillet 2012 à la NBA Summer League de Las Vegas avec les Trail Blazers de Portland avec qui il dispute deux matches.
Le 10 juillet 2015, Reed III signe en France au Rouen Métropole Basket en Pro A. Le 17 novembre 2015, Rouen se sépare de Reed III.

## Statistiques

### Universitaires
Les statistiques en matchs universitaires de LaMarcus Reed III sont les suivants :
| Année     | Équipe                         | Matches | Titul. | Min./m. | %tir | %3pts | %l-f | rbds/m. | pass/m. | int/m. | ctr/m. | pts/m. |
| --------- | ------------------------------ | ------- | ------ | ------- | ---- | ----- | ---- | ------- | ------- | ------ | ------ | ------ |
| 2008-2009 | Texas-Arlington Mavericks (en) | 27      | 1      | 9,9     | 45,7 | 28,6  | 73,9 | 1,96    | 0,22    | 0,22   | 0,11   | 3,52   |
| 2009-2010 | Texas-Arlington                | 25      | 16     | 22,3    | 40,5 | 26,7  | 71,4 | 3,52    | 1,32    | 0,56   | 0,20   | 8,08   |
| 2010-2011 | Texas-Arlington                | 29      | 21     | 29,2    | 42,8 | 38,7  | 76,5 | 4,97    | 1,59    | 1,24   | 0,38   | 12,38  |
| 2011-2012 | Texas-Arlington                | 33      | 33     | 30,6    | 46,1 | 38,6  | 79,9 | 3,73    | 1,67    | 1,00   | 0,36   | 17,85  |
| Total     |                                | 114     | 71     | 23,5    | 44,0 | 36,6  | 77,2 | 3,58    | 1,23    | 0,78   | 0,27   | 10,92  |

### Professionnels
| Année     | Équipe                 | Matches | Titul. | Min./m. | %tir | %3pts | %l-f  | rbds/m. | pass/m. | int/m. | ctr/m. | pts/m. |
| --------- | ---------------------- | ------- | ------ | ------- | ---- | ----- | ----- | ------- | ------- | ------ | ------ | ------ |
| 2012-2013 | Port of Antwerp Giants | 9       | 1      | 13,8    | 24,5 | 26,3  | 75,0  | 1,78    | 0,33    | 0,56   | 0,00   | 10,67  |
| 2012-2013 | Luleå BBK              | 15      | 14     | 26,5    | 39,7 | 31,0  | 72,0  | 3,87    | 1,27    | 1,00   | 0,87   | 4,22   |
| 2013-2014 | ETHA Éngomis           | 15      | 14     | 35,0    | 49,7 | 32,7  | 67,4  | 7,00    | 1,40    | 1,07   | 0,60   | 14,20  |
| 2014-2015 | Aris Salonique         | 35      | 20     | 22,5    | 44,4 | 34,1  | 68,9  | 4,29    | 0,69    | 0,54   | 0,34   | 8,34   |
| 2015-2016 | Rouen Métropole Basket | 7       | 3      | 14,1    | 36,0 | 28,6  | 100,0 | 1,86    | 0,71    | 0,29   | 0,57   | 3,43   |